# Кожанчиков Дмитро Юхимович
Дмитро́ Юхи́мович Кожа́нчиков (рос. Дмитрий Ефимович Кожанчиков; нар. 1819, Москва — пом. 12 грудня 1877, Петербург) — російський видавець. Власник книгарні в Санкт-Петербурзі, яка стала своєрідним клубом, місцем зустрічей близьких до журналу «Современник» літераторів, художників, артистів, журналістів і вчених.

## Біографічні відомості
Походив із кріпаків. Видавнича та книготоргова діяльність Дмитра Кожанчикова в Санкт-Петербурзі розпочалася в другій половині 1850-х років. Російський журналіст і публіцист Григорій Єлисєєв охарактеризував Дмитра Юхимовича як обережну, обдаровану людину, що розуміє торгову справу, вміє завдяки спритності скрізь знайти потрібні входи й виходи та не проґавити свого інтересу там, де він хоч трохи накльовується.
Видавнича діяльність Кожанчикова мала опозиційно-просвітницький характер. Він видав «Кобзар» Тараса Шевченка, твори Марка Вовчка, Олександра Островського та ін. Єлисєєв писав, що Кожанчиков «мав не тільки співчуття всієї освіченої публіки нових поглядів, але навколо нього групувалася майже вся тогочасна ліберальна преса».
У листопаді 1862 року за зв'язки з Олександром Герценом та іншими «лондонськими пропагандистами» Кожанчикова притягли до слідства й віддали під нагляд поліції.

## Видання творів Шевченка
Шевченко познайомився з Кожанчиковим після повернення із заслання, зустрічався з ним у його книгарні та на квартирі в Миколи Костомарова, де бували також письменники Микола Чернишевський, Іван Горбунов, Данило Мордовець і Павло Мельников. У 1859—1860 роках у книгарні Кожанчикова поширювали квитки на літературні читання в Пасажі, у яких активну участь брав і Шевченко, тут продавали його книжки й гравюри.
Ще 1859 року Кожанчиков мав намір видати твори Шевченка, але здійснити цей план завадила цензура. Про це Дмитро Юхимович писав у листі до поета 31 липня 1859 року. Тільки 1867 року Кожанчикову вдалося видати «Кобзар», який тоді був найповнішим виданням поетичної спадщини Шевченка.